# Dom Valentina Staniča pod Triglavom
Dom Valentina Staniča pod Triglavom (2332 m) je planinska postojanka, ki stoji na planoti med Begunjskim vrhom, Visoko Vrbanovo špico, Rjavino in Ržjo. Imenovana je po slovenskem duhovniku in alpinistu Valentinu Staniču. Prvotno kočo Deschmannhaus poimenovano po Dragotinu Dežmanu, slovenskemu politiku in zgodovinarju, je 30. junija 1887 postavilo nemško-avstrijsko planinsko društvo (DÖAV). Koča je bila obnovljena in povečana 25. avgusta 1963. Dom upravlja PD Javornik - Koroška Bela. V obdobju 1964–1970 so dom posodobili in za zimske obiskovalce usposobili poleg doma manjšo kočo. Leta 1989 so nad ravno streho postavili ostrešje; na podstrešju so pridobili nova ležišča. Leta 1993 so vključili mobitel.
V dveh gostinskih prostorih je 60 sedežev s točilnim pultom; 46 postelj je v 10 sobah, na skupnem ležišču pa še 55 ležišč; v zimski sobi sta 2 ležišči, V koči je WC in umivalnica z mrzlo vodo, zunaj pa suho stranišče; gostinska prostora ogrevajo s pečmi; voda kapnica, agregat in fotovoltaični sistem za elektriko,

## Dostopi
- 4½: iz Lengarjevega rovta v Kotu, skozi Pekel
- 4½h: od Aljaževega doma v Vratih (1015 m), po Tominškovi poti
- 5h: od Aljaževega doma Vratih (1015 m), po poti čez Prag
- 5h: od Kovinarske koče v Krmi (870 m), mimo Apnenice
- 3h: od Vodnikovega doma na Velem polju (1817 m), čez Konjski preval

## Prehod
- 1h: do Triglavskega doma na Kredarici (2515 m)

## Vzponi na vrhove
- ½h: Begunjski vrh (2461 m)
- 2h: Cmir (2393 m)
- 2h: Rjavina (2532 m), čez Dovška vrata
- 2h: Rjavina (2532 m), mimo Pekla
- grebensko prečenje: Spodnja Vrbanova špica (2299 m) - Visoka Vrbanova špica (2408 m), z začetkom v Peklu ali v obratni smeri, skupaj 4h